# Johannes Martin (Politiker)
Johannes Martin (* 16. April 1987 in Berlin-Kaulsdorf) ist ein deutscher Politiker (CDU). Er ist designiertes Mitglied des Abgeordnetenhauses von Berlin.

## Werdegang
Martin studierte von 2006 bis 2009 Regionalwissenschaften an der Universität Potsdam und anschließend bis 2011 Stadt- und Regionalplanung an der Technischen Universität Berlin.
Martin trat 2006 der CDU bei. Von 2011 bis 2016 war er erstmals Mitglied der Bezirksverordnetenversammlung Marzahn-Hellersdorf, ab 2014 als Vorsitzender der CDU-Fraktion. Im Jahr 2011 war er im Büro der Bundestagsabgeordneten Monika Grütters tätig und folgend von 2011 bis 2016 als persönlicher Referent von Mario Czaja während dessen Amtszeit als Senator für Gesundheit und Soziales angestellt. Später leitete er Czajas Bürgerbüro. Von 2016 bis 2018 war Martin Bezirksstadtrat für Wirtschaft, Straßen und Grünflächen in Marzahn-Hellersdorf. Von 2018 bis 2021 war er stellvertretender Vorsitzender des Vereins Smart Living am ukb Gesundheitscampus Berlin. Seit 2021 gehört er der Bezirksverordnetenversammlung Marzahn-Hellersdorf erneut als Vorsitzender der CDU-Fraktion an.
Bei der Wahl zum Abgeordnetenhaus von Berlin 2021 und der Wiederholungswahl 2023 kandidierte Martin auf Platz fünf der CDU-Bezirksliste, verfehlte jedoch zunächst den Einzug ins Parlament. Am 1. Oktober 2025 wird er für Christian Gräff ins Abgeordnetenhaus nachrücken.
Martin ist verheiratet, Vater von vier Kindern und lebt in Berlin-Kaulsdorf.